# Knud Pedersen (Fluxus)
 Der er flere personer med dette navn, se Knud Pedersen.
Knud Pedersen (født 26. december 1925 i Grenaa, død 18. december 2014 i Gentofte) var dansk modstandsmand og kunstner. Knud var søn af Pastor Edvard Pedersen og Margrethe Pedersen. Hans karriere som offentlig person startede i 1942, da han sammen med ni andre unge danskere grundlagde modstandsgruppen Churchill-klubben. Efter krigen vendte han sig mod en verden af kunst og kultur, hvor han udmærkede sig som arrangør.

## Aktiviteter efter krigen
Efter mange sabotager og efter at have tilbragt den største del af Anden Verdenskrig i fængsel vendte Knud Pedersen sig til kunsten, som kunstner, men først og fremmest som arrangør. Hans drøm var at gøre kunsten tilgængelig for alle. I 1952 fik han tilladelse til at etablere Byens Billede, en tom ramme, hvor malerier kunne udstilles. I 1957 grundlagde han sit Kunstbibliotek i Nikolaj Kirke, hvor lejen for et maleri var prisen på en pakke cigaretter. Begge projekter eksisterer stadig. Forbipasserende møder Byens Billede på Nikolaj Plads i København og man kan leje et maleri i Kunstbiblioteket, nu Nikolajgade 22.
Som ung boheme i København i slutningen af 1950'erne og begyndelsen af 1960'erne lærte Knud Pedersen mange kunstnere at kende. Blandt dem var Arthur Køpcke, en tysk statsborger, der var udvandret til Danmark i 1958. Køpcke drev et lille galleri, Galerie Køpcke, der viste noget af den mest avancerede kunst i Europa: værker af Piero Manzoni, Christian Megert, Diter Rot, Robert Filliou, Niki de Saint Phalle og Daniel Spoerri. Via Rot, Filliou og Spoerri. Og værker af lokale kunstnere. Han kom også i kontakt med George Maciunas, manden, der opfandt navnet Fluxus. Pedersen tilbød at arrangere en Fluxus-koncert i København, og Maciunas accepterede.
Køpcke måtte forlade sin gamle galleriplads og fik nu husly hos Knud Pedersen i Nikolaj Kirke, en forfalden bygning i centrum af København – nu med Kunstbibliotek. Resultatet blev, at den første serie af Fluxus-koncerter afholdt i Danmark – den anden række af koncerter i historien om Fluxus – fandt sted i Nikolaj Kirke fra 23. til 28. november 1962. Herefter fortsatte Knud Pedersen med at tilrettelægge Fluxus koncerter i Nikolaj Kirke / Kunstbiblioteket. Koncerterne i November 1962 samlede en gruppe på fire: Køpcke, to unge danske komponister Eric Andersen og Henning Christiansen og Knud Pedersen selv. De berigede dansk kunstliv med mange Fluxus-forestillinger i 1963 og 1964. Mange af dem arrangeret af Knud Pedersen.
Knud Pedersen arbejdede også med andre kunstnere end dem, der var tilknyttet Fluxus. I 1964 aftalte han Tuborg bryggeriet, at kunstværker skulle vises på ølvognene, der kørte udleveringsture gennem hele landet. På Kunstbiblioteket installerede han en jukebox med lydkunst og tilbød at udleje jukeboxe til interesserede institutioner.
I 1968 åbnede han en opsparingskonto med en særlig rente i Bikuben og indsatte 100 danske kroner. Efter 285 år vil de 100 kroner være vokset til 659 milliarder danske kroner, penge nok til at finansiere tre projekter af Fluxus-kunstnerne Eric Andersen, George Brecht og Arthur Køpcke.
Fra at være arrangør udviklede Knud Pedersen sig til selv at være kunstner. Denne udvikling er naturlig, eftersom så meget Fluxus-kunst handler om at skabe en ramme, inden for hvilken kunst kan udvikle sig.
Set i bakspejlet kan selv hans tidligste projekter som Byens Billede ses som et slags kunstværk.
I 1967 åbnede han Københavns Museum for Moderne Kunst. Et virtuelt museum, hvor han endnu sidder som direktør og dagligt modtager invitationer og publikationer fra andre museer. I forbindelse med "Fluxshoe" udstillingen, der turnerede i England i begyndelsen af 1970'erne, organiserede han en ”Two-ball football”” fodboldkamp på University College Sports Ground i Oxford.
I forbindelse med ”Excellent 1992”, en festival der i 1992 fejrede 30-års jubilæet for Fluxus-opførelserne i Nikolaj Kirke, skabte han Good Buy Supermarket, et en-dages salg af kunst multipla, som i et almindeligt supermarked. Og ved samme lejlighed organiserede han “Three Star à la Carte”, hvor Fluxus stykker blev serveret som i en restaurant. En ny realisering af værket kunne opleves på Baltic Centre i Gateshead den 15. februar 2009 i forbindelse med udstillingen "George Maciunas. The Dream of Fluxus".
De nævnte projekter udgør kun en brøkdel af Knud Pedersens samlede produktion. Ud over at have kørt Kunstbiblioteket et helt liv er han en produktiv forfatter og initiativtager til mange projekter. Hans koncert for slæbebåd oma. i Nyhavn, forsøget på at indsætte prins Joachim som fransk konge, udlån af kronen på Rosenborg, tv-udsendelser osv. beskrives meget morsomt i "Kroningsspillet".
Han grundlagde Den Europæiske Filmhøjskole i Ebeltoft, Net-bog-klubben for salg af digitale bøger og meget mere. I løbet af 1960'erne, 70'erne og 80'erne var han en aktiv deltager i et mail-art netværk, der udvekslede kunstværker mellem hundredvis af kunstnere fra hele verden. I dag er disse værker, sammen med en lang række andre Fluxus værker og relaterede dokumenter, samlet i Knud Pedersens Fluxus Archive i Kunsthallen Nikolaj i København. Dog er navnet 'arkiv' vildledende: i stedet for en systematisk indsamling af materiale, er 'arkivet' et vidnesbyrd om en lang levetid tilbragt med at udøve og distribuere kunst.
Som Knud Pedersen selv har sagt: "Jeg samler ikke, jeg har bare aldrig smidt noget væk".
I sit ægteskab med Dorthe Pihlkjær er han far til finansmanden Klaus Riskær Pedersen. I 1965 blev Knud Pedersen gift med Bodil Riskær, med hvem han har Kristine Riskær Povlsen (1965) og Rasmus Riskær-Smidt (1967).

## Udgivelser i udvalg
- Churchill-klubben, København: Samlerens Forlag 1977 (3 bind).
- Den livsfarlige krig: Om nogle drenge under besættelsen 1940-45, København: Nyt Nordisk Forlag 1989. ISBN 87-17-05972-0
- Kroningsspillet. En FLUXUS-roman, København: Borgens Forlag 1991. ISBN 87-418-6194-9
- Unoder. Knud Pedersens erindringer, København: Borgens Forlag 1995. ISBN 87-21-00388-2
- Miniardæren: Koncepter og virkelighed, København: Lindhardt & Ringhof 2004. ISBN 87-595-2265-8
- Bogen om Churchill-klubben, København: Lindhardt & Ringhof 2005. ISBN 87-595-2410-3
- Knud Pedersens festlige hverdage: Tekster 1966-2001, København: Lindhardt & Ringhof 2005. ISBN 87-595-2459-6
- Post, Net-Bog-Klubben 2006. ISBN 87-91346-04-5